# Hažín
Hažín (in ungherese Gézsény) è un comune della Slovacchia facente parte del distretto di Michalovce, nella regione di Košice.